# شوگو ایوایا
الگو:Infobox people
شوگو ایوایا (انگلیسی: Shogo Iwaya؛ زادهٔ ۱۱ مارس ۱۹۹۷) رقص، بازیگر اهل ژاپن است. وی از سال ۲۰۱۴ میلادی تاکنون مشغول فعالیت بوده‌است.